# Маннарский залив
Маннарский залив или Мана́рский зали́в (англ. Gulf of Mannar, там. மன்னார் வளைகுடா) — залив в Индийском океане, ограничен побережьем острова Шри-Ланка, юго-восточным побережьем полуострова Индостан и цепью островков, скал и отмелей Адамов Мост. Является частью Лаккадивского моря. Через залив Полк соединяется Полкским проливом с Бенгальским заливом. У берегов мелководен, в центральной части глубина до 1335 м. Впадают реки Тамбрапарни с побережья Индии и Аруви-Ару с побережья Шри-Ланки). Акватория разделена между Индией и Шри-Ланкой. Главные порты Тутикорин (в штате Тамилнад, Индия) и Коломбо (Шри-Ланка).
Обитает около 3600 видов флоры и фауны, что делает залив одним из самых богатых прибрежных регионов в Азии. Хорошо известен как источник жемчуга, источником которого является устрица Pnictada radiata. На территории Маннарского залива в 1986 году создан национальный парк, который в 1989 году объявлен биосферным заповедником.

## Добыча жемчуга
Жемчуг в Маннарском заливе отличается высоким качеством, сиянием и блеском, что привлекало многочисленных иностранных торговцев. По предположениям, добыча жемчуга в заливе началась около 2 тыс. лет назад. С середины XVI века контроль за добычей жемчуга осуществляли португальцы; в 1658 году промыслы захватили голландцы, а в 1796 г. — Великобритания. Владение англичан сохранялось до 1947 г., когда Великобритания передала свои полномочия Индии; с тех пор добыча жемчуга стала государственной монополией.
Отмели, или паары, на которых обитают и размножаются устрицы, представляют собой выступы подводных скал; их насчитывается около 80 на индийской стороне залива.
Размеры индийских пааров колеблются от 0,5 до 25 км² глубина залегания их поверхности составляет 12-14 м для прибрежной серии пааров и 18-25 м для глубоководных один из самых крупных пааров находится у Мадрасского побережья вблизи Тутикорина.
Продолжительность жизни устриц, обитающих на паарах Маннарского залива, как считают специалисты, составляет примерно 6 (максимальный предел 8) лет. Они достигают половой зрелости к 12 месяцам и дают потомство два раза в год (в марте-апреле и сентябре-октябре). В эти месяцы, перед муссонами, стоит хорошая погода и держатся достаточно высокие температура и соленость воды.
На шри-ланкийской стороне Маннарского залива главным центром жемчужного промысла служит временное поселение, появившееся в Мариччуккадди, на северо-западном побережье острова.